# 天主教曼徹斯特教區
天主教曼徹斯特教區（拉丁語：Diocesis Manchesteriensis）是美國一個羅馬天主教教區，屬波士頓總教區。
範圍包括新罕布什爾州全州，教座位於該州最大城市曼徹斯特。2011年有教友282,745人、90個堂區、90名司鐸。現任教區主教為伯多祿·A·利巴希。
1884年4月15日教區成立。